# Igreja Presbiteriana de Belize
A Igreja Presbiteriana de Belize (IPB) - em inglês Presbyterian Church of Belize - é uma denominação reformada presbiteriana em Belize. Foi formada em 1987, pela união de igrejas fundadas por missionários da Igreja Nacional Presbiteriana do México colonos escoceses da Igreja da Escócia.

## História
As igrejas presbiterianas são oriundas da Reforma Protestante do século XVI. São as igrejas cristãs protestantes que aderem à teologia reformada e cuja governo eclesiástico se caracteriza pelo governo de assembleia de presbíteros. O governo presbiteriano é comum nas igrejas protestantes que foram modeladas segundo a Reforma protestante suíça, notavelmente na Suíça, Escócia, Países Baixos, França e porções da Prússia, da Irlanda e, mais tarde, nos Estados Unidos.
O Presbiterianismo chegou em Belize no Século XIX, com a chegada de colonos escoceses. A partir da colonização, foi estabelecida a Igreja Presbiteriana Santo André, na Cidade de Belize, originalmente vinculada à Igreja da Escócia.
Em janeiro de 1958, a Igreja Nacional Presbiteriana do México (INPM), por meio do Presbitério de Mayab, autorizou uma missão que daria origem às igrejas presbiterianas maias, nos distritos do norte de Belize. Sendo assim, as igrejas da região faziam parte da INPM.
Em 1986, igrejas de língua maia e espanhola se separaram da INPM. No ano seguinte, em 1987, elas se uniram à Igreja Presbiteriana de Santo André e assim organizaram a Igreja Presbiteriana de Belize.
Em 1988 foi fundado um ministério entre a população chinesa, com a ajuda da Igreja Presbiteriana na América.
Em 2004, a denominação fundou se seminário, que atua para a formação de pastores nacionais. Neste ano, a denominação tinha apenas 4 pastores belizenses.
Em 2005, a denominação eram formada por 17 igrejas.

## Doutrina
A denominação subscreve o Credo dos Apóstolos, Credo de Atanásio, Credo Niceno-Constantinopolitano, Cânones de Dort, Catecismo de Heidelberg, Segunda Confissão Helvética e Confissão de Westminster.

## Relações Intereclesiásticas
A denominação recebe auxílio da Igreja Presbiteriana na América e Igreja Nacional Presbiteriana do México para a formação de pastores e plantação de igrejas.